# ぽっくり下駄

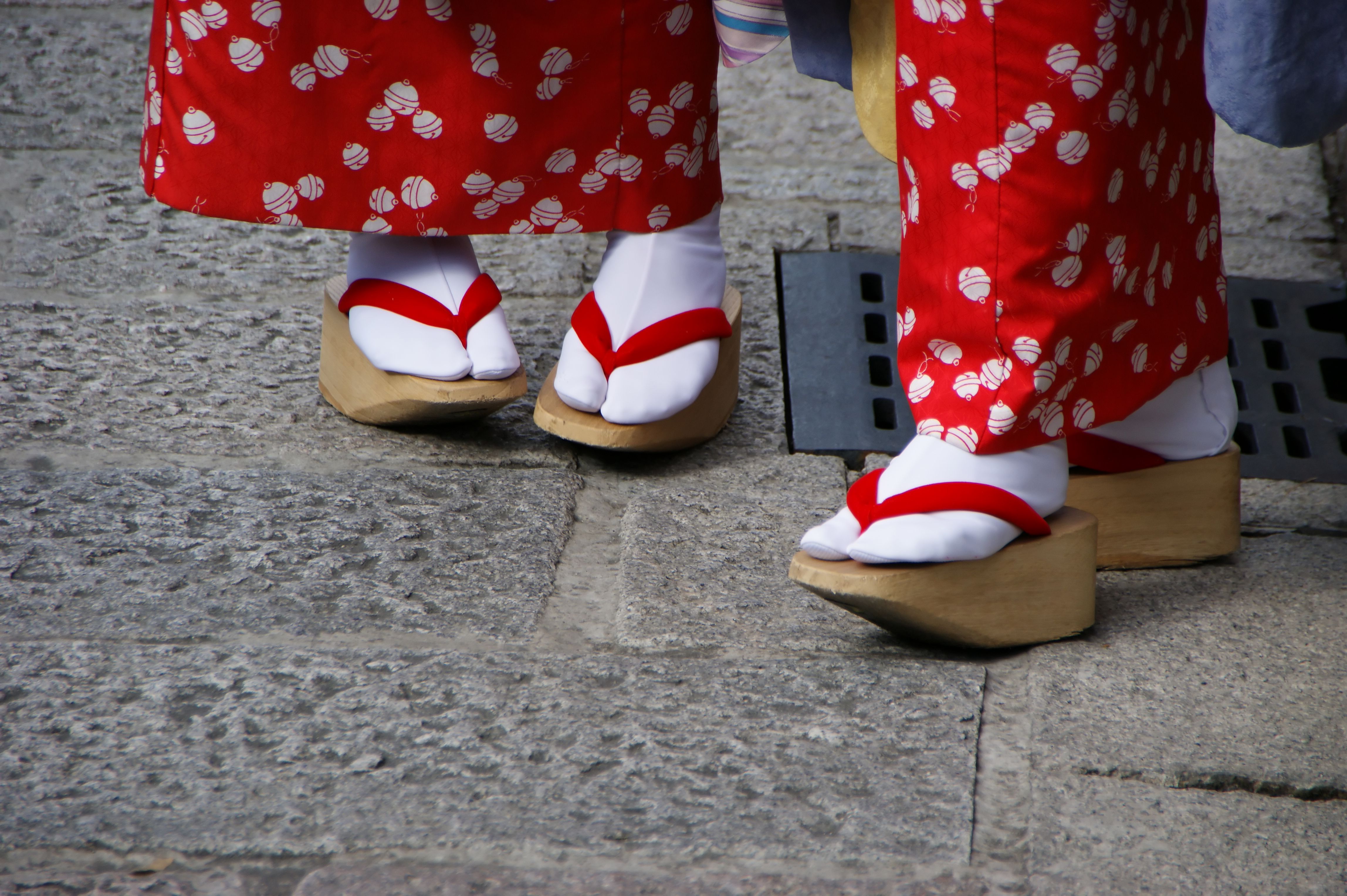
おこぼ

ぽっくり下駄（ぽっくりげた）は下駄の一種である。ぽっくり、木履（ぼっくり）、こっぽり下駄、おこぼ、ぽっくりこ等々、呼称は地方や時代によって異なる。

## 概要
もともとは日本の町方の子女の履き物。舞妓や半玉、花魁や太夫につく「かむろ」の履き物でもあり七五三のお祝い履きにも使われる。最近では、結婚式や成人式にも用いられる。
駒下駄と異なり地面を蹴る歯がないため、大股で歩く事ができず、摺り足で歩くことになる。また、晴れ着の裾を汚さずに歩ける高さがあるが、高下駄であるために足元がおぼつかず不安や危険を感じる。これらは、晴れ着を着たときの淑やかな立居振舞を学ぶ意図が込められた意匠であるといわれる。
正式には、表と呼ばれる（竹の皮や籐など摩耗に強い植物性繊維で編んだ畳状のもの）滑り止めになるものが上面についているものだが、現在は高価になるため、上面を漆塗りで仕上げたものもあり、さらに安価なものはウレタンなど合成樹脂塗料等で仕上げられるものも流通している。この場合足裏が当たる表面が滑らかなので滑りやすい。またこれを補うため表を革貼りにしたものが後世に出来たが現代では塩化ビニールや合成樹脂製の合皮で作られることが多い。
吉原などの花魁下駄（道中下駄）と混同しがちだが、似て非なるものである。

## 語源
「ぽっくり下駄」の語源は、歩く時の音に由来するという説、木をくりぬいて作る甲掘（こっぽり）という説、「木履」を「ポクリ」と読ませることに由来するという説などがある。

## エピソード
レディー・ガガのヒールのない靴をデザインした舘鼻則孝氏は、京都・祇園の舞妓さんらが履く、ぽっくり下駄から着想を得たと語っている。